# Рахыпбеков, Толебай Косиябекович
Толебай Косиябекович Рахыпбеков (каз. Төлебай Қосабекұлы Рақыпбеков род. 13 февраля 1953; Тарбагатайский район, Восточно-Казахстанская область) — казахстанский врач, учёный в области медицины. доктор медицинских наук (2001), профессор, член-корреспондент НАН РК. Заслуженный деятель Казахстана (2011).

## Биография
Толебай Косиябекович Рахыпбеко каз. Төлебай Қосабекұлы Рақыпбеков Родился 13 февраля 1953 года в селе Карасу Тарбагатайского района Восточно-Казахстанской области.
Образование
В 1976 году окончил Семипалатинский медицинский институт по специальности «Врач лечебное дело».
В 1994 году окончил Казахский национальный университет по специальности Юрист-правовед.
В 2000 году окончил Жезказганский университет имени О. А. Байконурова по специальности Экономист-менеджер.
В 2009 году окончил Казахский Гуманитарный юридический инновационный университет по специальности Бакалавр педагогики и психологии.

## Трудовая деятельность
С 1976 по 1977 годы — Врач-интерн медсанчасти Лениногорского полиметаллического комбината Восточно-Казахстанской области.
С 1977 по 1978 годы — Врач-ординатор медсанчасти треста «ЛСС», г.Лениногорск (ВКО).
С 1978 по 1981 годы — Цеховой терапевт медсанчасти треста «ЛСС», г.Лениногорск (ВКО).
С 1981 по 1989 годы — Заместитель главного врача по поликлинике медсанчасти треста «ЛСС», г.Лениногорск (ВКО).
С март 1994 по декабрь 1994 годы — Начальник Главного управления экстремальных и медико-биологических проблем Министерства здравоохранения Республики Казахстан, г.Алматы.
С 1994 по 1997 годы — Начальник Департамента здравоохранения Жезказганской области.
С 1997 по 1998 годы — Заместитель начальника управления здравоохранения Карагандинской области.
С 1998 по 1999 годы — Председатель Комитета здравоохранения Министерства образования, культуры и здравоохранения Республики Казахстан, г.Алматы.
С март 1999 по декабрь 1999 годы —  Председатель Комитета здравоохранения Министерства здравоохранения, образования и спорта Республики Казахстан, г.Астана.
С 2000 по 2002 годы — Советник Премьер-Министра Республики Казахстан.
С 2002 по 2007 годы — Начальник Управления по социальной работе Акционерного общества «Национальная компания «Қазақстан темір жолы».
С 2007 по 2017 годы — Ректор Государственный медицинский университет города Семей.
С июнь 2017 года по настоящее время. Председатель Совета Директоров АО «Медицинский университет Астана».

## Выборные должности, депутатство
С 1990 по 1994 годы — Депутат Верховного Совета Казахстана XII созыва по Лениногорскому территориальному округу №55. 
 Заместитель Председателя Комиссии по социальной политике и правам человека Межпарламентской Ассамблеи СНГ (1992—1993).
Председатель ревизионной комиссии Республиканского Фонда содействия занятости (1991—1994).
В 1994 года Кандидат в депутаты Верховного Совета Республики Казахстан 13-го созыва.
С 2007 года по настоящее время — Депутат Восточно-Казахстанского областного маслихата.

## Награды и звания
- В 2011 году указом Президента Республики Казахстан награждён почетным званием «Заслуженный деятель Республики Казахстан», за заслуги в медицинской науке Казахстана и активную общественную деятельность.[1]
- 2016 — Орден Парасат[2]
- 2018 — Орден Восходящего солнца ІІІ степени, золотые лучи с шейной лентой (Япония)[3]
- Почётный гражданин Тарбагатайского района и Восточно-Казахстанской области (2017).[4]
- Нагрудный знак «Отличник здравоохранения Республики Казахстан»
- Нагрудный знак «За вклад в развитие здравоохранения Республики Казахстан»
- Нагрудный знак «За вклад в развитие физической культуры и спорта»
- Нагрудный знак «Отличник образования Республики Казахстана»
- Награждён личным благодарственным письмом Президента Республики Казахстан.
- Награждён Почётной грамотой и Благодарственным письмом Министерства здравоохранения Республики Казахстан.
- Медаль «10 лет независимости Республики Казахстан» (2001)
- Медаль «В ознаменование 100-летия железной дороги Казахстана» (2004)
- Медаль «10 лет Парламенту Республики Казахстан» (2006)
- Медаль «20 лет независимости Республики Казахстан» (2011) и др.

## Научные, литературные труды
Автор более 170 печатных публикаций, из них: 6 монографий, 5 учебных пособий, 17 методических рекомендаций. Подготовлено 6 докторов, 19 кандидатов медицинских наук и 3 доктора PhD.
доктор медицинских наук, тема диссертации: «Теоретические основы и практика развития новых экономических отношений в здравоохранении Республики Казахстан» (2001).
Книги: «Организационно-правовые основы частной медицинской деятельности» (1991), «Влияние Семипалатинского ядерного полигона на здоровье населения» (1999, в соавторстве), «Финансовый менеджмент в здравоохранении» (2002), автор более 90 научных работ и др.